# Fédération Luxembourgeoise de Football
Fédération Luxembourgeoise de Football (niem. Bund des Luxemburgischen Fußballs, luks. Fédératioun vun Lëtzebuerger Foussball) – ogólnokrajowy związek sportowy działający na terenie Luksemburga, będący jedynym prawnym reprezentantem luksemburskiej piłki nożnej, zarówno mężczyzn, jak i kobiet, we wszystkich kategoriach wiekowych w kraju i za granicą. Został założony w 1908 roku; w 1910 roku przystąpił do FIFA; w 1954 do UEFA.